# 贝尔吉奥伊奥索宫
贝尔吉奥伊奥索宫（Palazzo Belgioioso）是意大利北部城市米兰的一座富丽堂皇的住宅，完成于1781年，新古典主义风格，由朱塞佩·皮耶尔马里尼（Giuseppe Piermarini）设计。
这座豪宅被认为是米兰的建筑瑰宝之一，以路易吉·万维泰利（Luigi Vanvitelli）的卡塞塔王宫为原型。它是为阿尔贝里科十二世·贝尔吉奥伊奥索·德·埃斯特王子建造的，坐落在曼佐尼街（Via Manzoni）旁的一条小街上，这里是他的出生地。这是伦巴第新古典主义建筑的最好典范之一，城市中心的一颗宝石。
它由朱塞佩·皮耶尔马里尼在1772年设计 他放弃了早期新古典主义的清醒和严肃风格，建造了一座气势宏伟且装饰精美的豪宅，主导了整个街道。立面装饰最豪华的部分是稍微突出的中部，有四根巨大的圆柱，柱頂和龕楣由壁柱包围。底楼使用质朴的粗石砌面，第一层与第二层用带有纹章符号的浅浮雕隔开，窗户上饰有花环和装饰线条。一些房间仍然保留着当时的装饰，其中最著名的是画廊，装饰有马丁·克诺勒的湿壁画，以及乔孔多 阿尔贝托利的粉饰灰泥。莱纳多的房间, 也是由克诺勒装饰，灵感来自托尔夸托·塔索的史诗《耶路撒冷的解放》。
在热心的书籍和艺术品收藏家阿尔贝里科十二世（Alberico XII di Belgioioso d'Este）拥有的时期，当时的杰出的知识分子经常光临这里，其中包括诗人朱塞佩·帕里尼（Giuseppe Parini）和作家乌戈·福斯科洛（Ugo Foscolo）。 1991年进行的修复，使这座豪宅恢复了昔日的荣耀。